# Michael Coleman (danzatore)
Michael Bruce Coleman (Southend-on-Sea, 10 giugno 1940) è un ballerino britannico.

## Biografia
Michael Coleman è nato nell'Essex e ha lavorato per alcuni anni come assistente di un fotografo prima di essere ammesso alla Royal Ballet School. Nel 1959, dopo il diploma, è stato scritturato dal Royal Ballet, con cui ha danzato per oltre trent'anni. Al Covent Garden ha danzato in numerosi ruoli di rilievo in veste di solista e caratterista, tra cui Marcuzio nel Romeo e Giulietta e Lescaut nella Manon di Kenneth MacMillan, Hilarion nella Giselle di Peter Wright, il Marito ne Il concerto di George Balanchine e Colas ne La Fille Mal Gardée di Frederick Ashton.
Nel 1995 ha cominciato a danzare con l'English National Ballet, prima come artista ospite e poi come primo ballerino caratterista. In questa veste ha ottenuto il successo danzando in ruoli comici o da antagonista quali il Dottor Coppelius nella Coppélia di Ronald Hynd, Von Rotbat ne Il lago dei cigni di Derek Deane, Escalo nel Romeo e Giulietta di Rudol'f Nureev e Herr Drosselmeyer ne Lo schiaccianoci di Wayne Eagling, continuando a danzare con la compagnia ben oltre gli ottant'anni. Nel 2022 è stato insignito del titolo di Membro dell'Ordine dell'Impero Britannico per i suoi servizi al mondo della danza.

## Filmografia (parziale)
- I racconti di Natale di Beatrix Potter (Tales of Beatrix Potter), regia di Reginald Mills (1971)